# Cicurina riogrande
Cicurina riogrande là một loài nhện trong họ Dictynidae.
Loài này thuộc chi Cicurina. Cicurina riogrande được Willis J. Gertsch & Mulaik miêu tả năm 1940.